# 317 a.C.

## Eventos
- Continua a Segunda Guerra Samnita.
- Quinto Emílio Bárbula e Caio Júnio Bubulco Bruto, cônsules romanos.